# Orlando Lagos
Pour les articles homonymes, voir Lagos (homonymie).
Luis Orlando Lagos Vásquez, dit Orlando Lagos ou Chico Lagos, né à Santiago de Chili (Chili) le 17 janvier 1913 et mort dans cette ville le 4 février 2007, est un photographe chilien.

### La photo primée

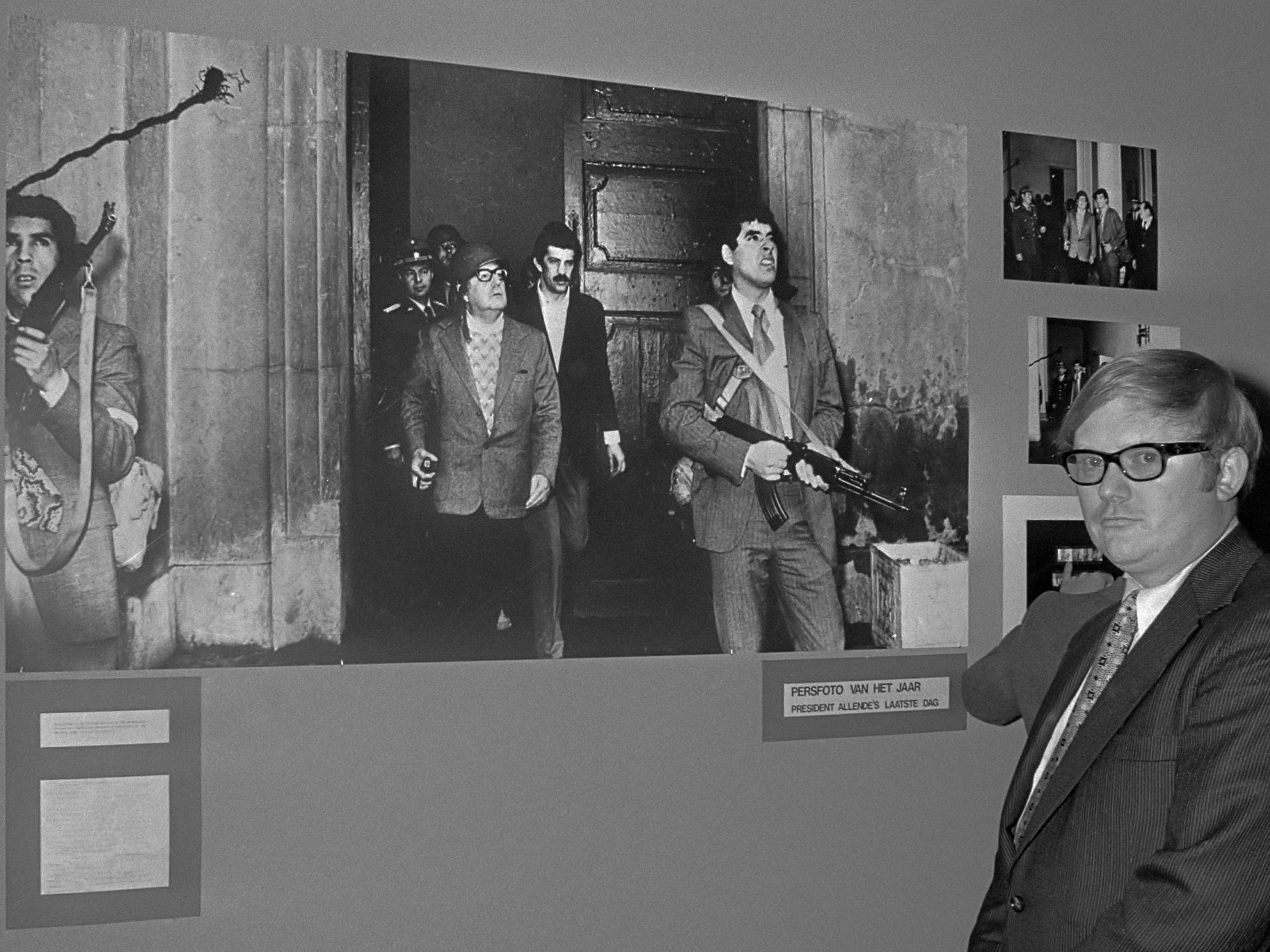
World Press Photo (1973) :Le dernier jour du président Allende par Orlando Lagos.
L'homme à droite est Dane Bath du New York Times, qui a diffusé cette photo dont l'auteur était alors encore anonyme.

## Récompenses et distinctions
- 1973 : World Press Photo of the Year[1]